# Sa-ma-phệ-đà
Sa-ma-phệ-đà (tiếng Anh: Samaveda; tiếng Phạn: सामवेद, sāmaveda - từ sāman là "bài hát" và veda là "tri thức") là một tạng kinh Veda của các giai điệu và bài hát. Đây là một văn bản tiếng Phạn Vệ Đà cổ, và là một phần của kinh sách Ấn Độ giáo. Một trong bốn kinh Vệ Đà, nó là một văn bản phụng vụ gồm 1.549 câu. Tất cả ngoại trừ 75 câu đã được lấy từ Lê-câu-phệ-đà. Ba lần suy thoái của người Samaveda vẫn còn tồn tại, và những bản thảo biến thể của người Veda đã được tìm thấy ở những nơi khác nhau ở Ấn Độ.